# Куличенков Микола Миколайович
Микола Миколайович Куличенков (нар. 13 вересня 1950) — радянський футболіст, нападник та півзахисник.

## Життєпис
Вихованець ДЮСШ «Торпедо» (Москва), тренер — Микола Сенюков. У 1967-1969 роках грав за дубль команди. 1970 рік розпочав у дублі «Динамо» (Київ), а потім перейшов у «Металург» (Запоріжжя), який з 1971 року почав грати в першій лізі. 1974 року — в одеському «Чорноморці», який став бронзовим призером чемпіонату СРСР, зіграв 13 матчів. 1975 рік провів у «Металурзі». 1976 рік розпочав у куйбишевських «Крилах Рад», зіграв три матчі — два в Кубку СРСР і один — у чемпіонаті: у поєдинку проти «Шахтаря» відзначився голом. Потім зрідка виходив за команди другої ліги «Колос» Нікополь (1976-1977), «Гастелло» Уфа (1978) та «Будівельник» Череповець (1979).